# سیارک ۳۶۰۴
سیارک ۳۶۰۴ (به انگلیسی: 3604 Berkhuijsen، نامگذاری:5550P-L) سه هزار و ششصد و چهارمین سیارک کشف شده‌است که در ۱۷ اکتبر ۱۹۶۰ کشف شد.
قدر مطلق سیارک برابر ۱۳٫۱۰ است.